# Parroquia de la Virgen del Pilar (El Toscal)
La parroquia de la Virgen del Pilar está situada en la confluencia de la calle del Pilar y la calle de San Lucas, en el barrio de El Toscal, en Santa Cruz de Tenerife (Islas Canarias, España). Es una de las iglesias más importantes del centro de la ciudad.

## Historia
Anteriormente existía en el lugar una primitiva ermita, debido a la enorme devoción que sentía la ciudad por la patrona de la Hispanidad, es decir la Virgen del Pilar, siendo ésta una de las fiestas más populares de Santa Cruz y a la que acudían las mujeres con la cara cubierta. Una costumbre que fue prohibida por el Ayuntamiento en 1792 con escaso éxito.
El actual templo fue edificado a costa del sacerdote José Guillén Pirón, de quien existe un retrato en la misma iglesia. La imagen de la Virgen del Pilar fue traída desde Zaragoza por José Guillén Pirón, y la iglesia fue bendecida por el obispo Juan Francisco Guillén Isso el 2 de febrero de 1750. 
Un evento destacable fue la firma de la rendición del almirante de la Marina británica, Horacio Nelson, después de ir contra la ciudad de Santa Cruz de Tenerife para someter al archipiélago canario al mandato de la Corona británica. Este intento por parte de los ingleses de conquistar la isla se vio frustrado por las fuerzas de defensa de la ciudad, las Milicias Canarias, bajo el mando del general Antonio Gutiérrez de Otero.

## Arte sacro
Destaca entre otras imágenes la Virgen de las Angustias llamada popularmente la "Virgen Republicana" porque fue la única que procesionó después de proclamarse la república en 1931 a pesar de estar la procesión prohibida. La Virgen de las Angustias es una de las imágenes marianas más veneradas de Santa Cruz de Tenerife y su procesión del Viernes Santo (la llamada "Procesión de los Republicanos") es una de las más multitudinarias de la ciudad. Otras imágenes que se veneran en la iglesia son: Cristo de la misericordia,  la Virgen del Carmen (de gran calidad artística), la Virgen de Fátima, el Sagrado Corazón de Jesús y el Inmaculado Corazón de María, entre otras.
Cuenta también con un rico artesonado policromado, restaurado a fines del 2023, en el que se representa la imagen de la Asunción de María junto con una imagen del Pilar y el mismo pilar llevado por unos ángeles 

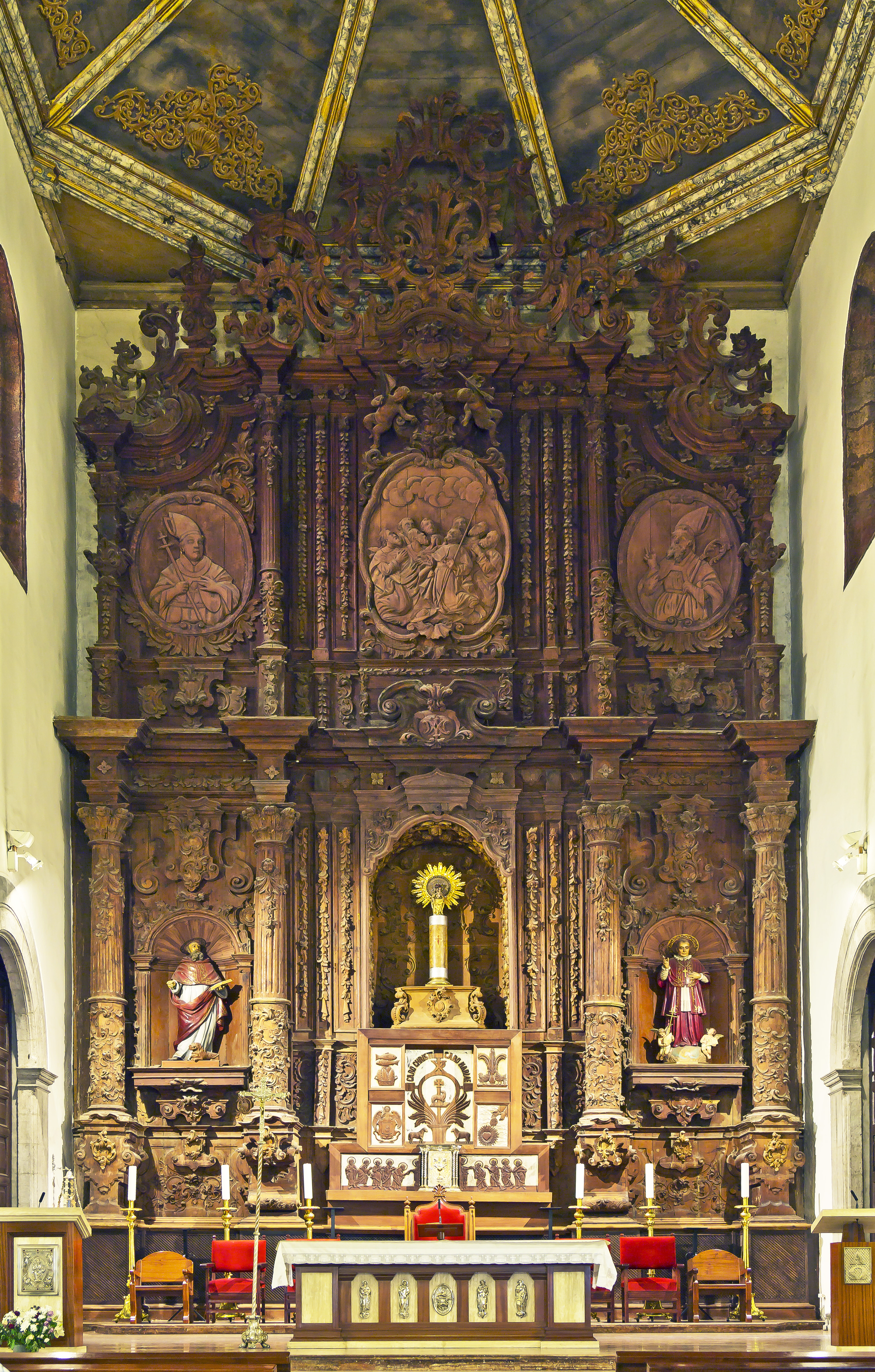
Altar mayor de la iglesia.
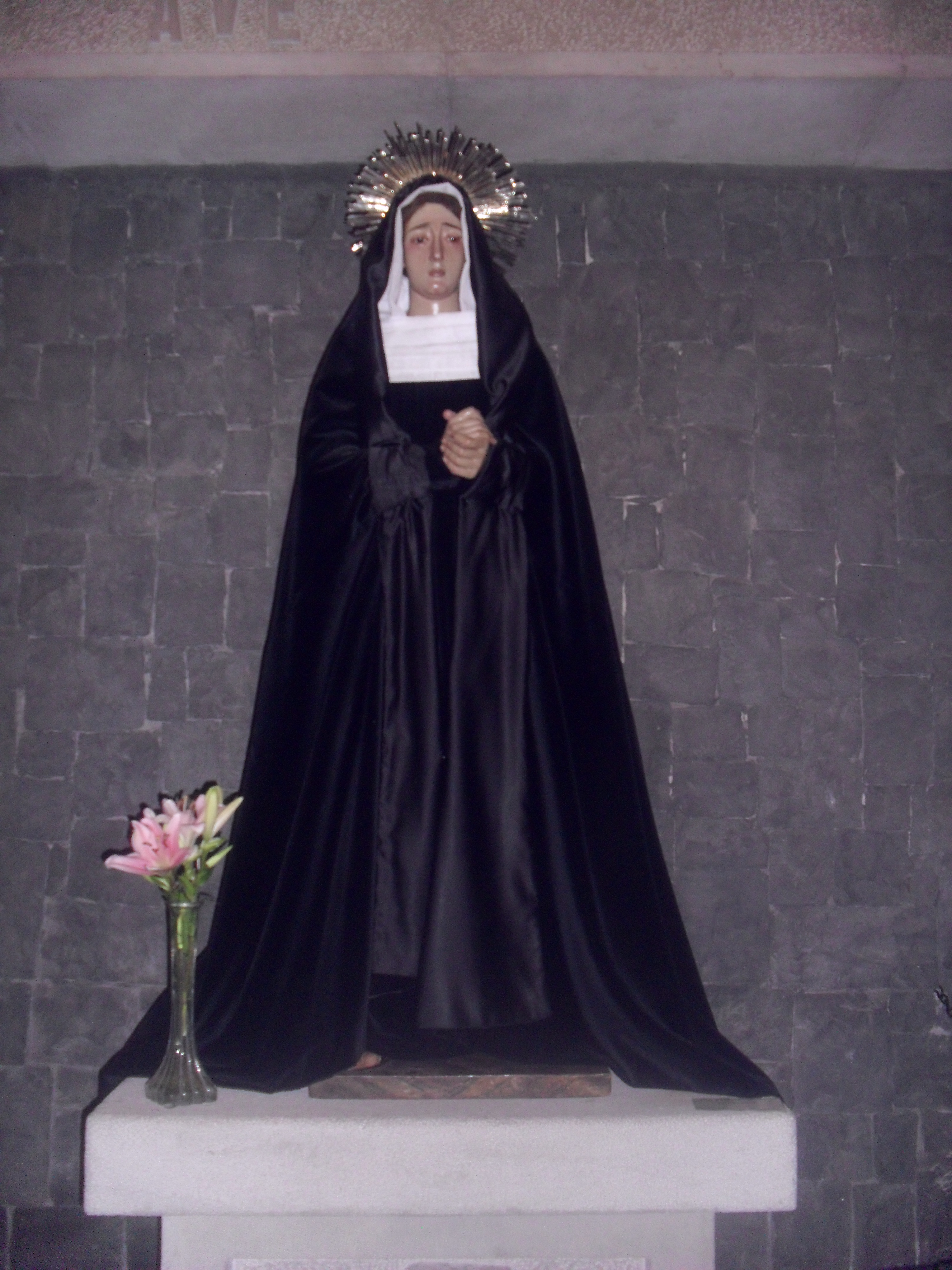
Virgen de las Angustias (La Republicana).
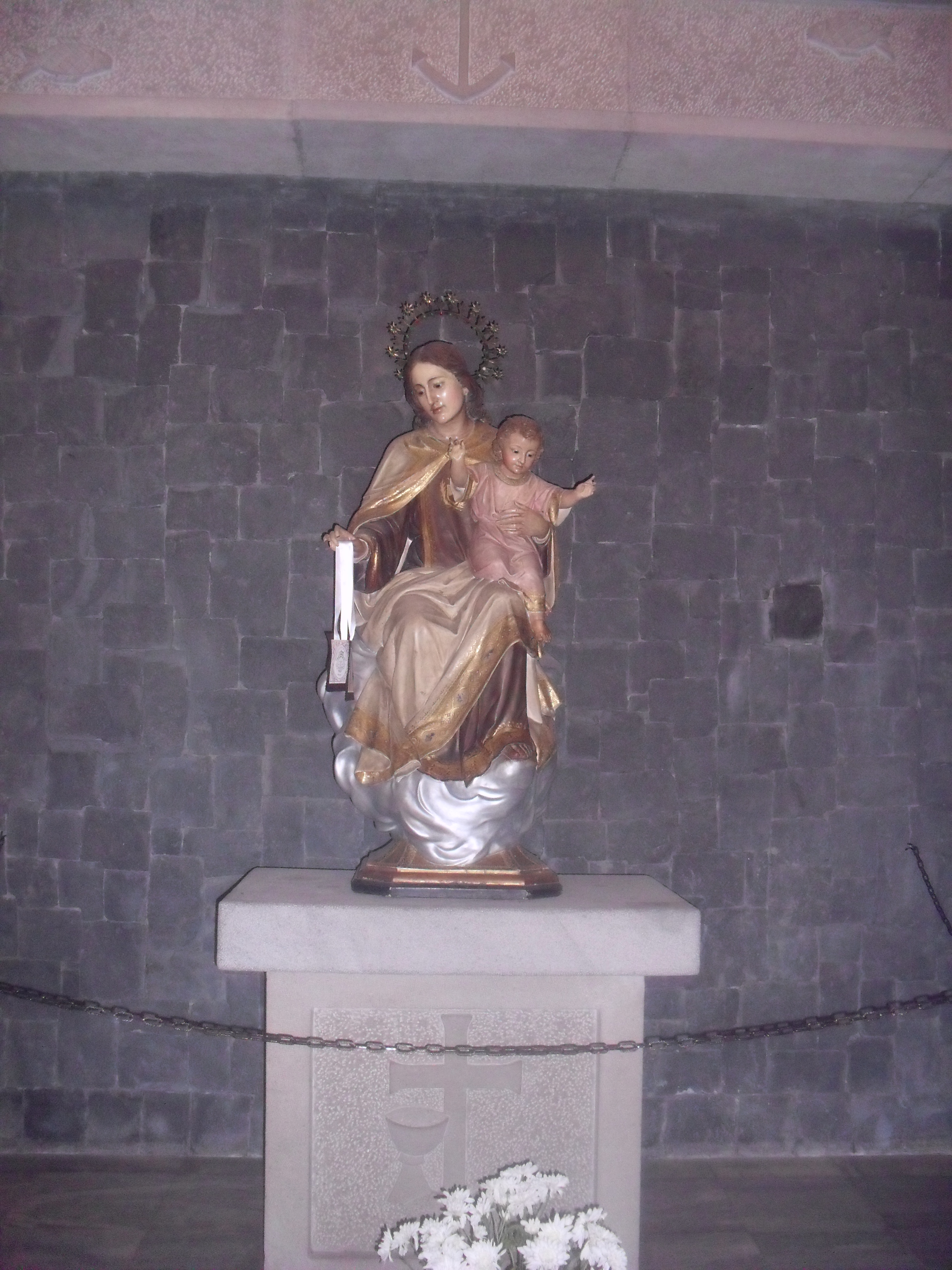
Imagen de la Virgen del Carmen.